# Nicèfor Cumnos
Nicèfor Cumnos (en llatí Nicephorus Chumnus, en grec Νικηφόρος Χοῦμνος) fou un filòsof i home d'estat romà d'Orient del segle xiii i començaments del segle xiv nascut probablement a Constantinoble pertanyia sens dubte a una de les famílies més nobles de l'imperi.
Amic de l'emperador Andrònic II Paleòleg va exercir diversos càrrecs (prefecte dels Canielus, encarregat del segell imperial, i gran estratopedarca). Andrònic va casar al seu fill Joan Paleòleg amb la filla de Nicèfor, Irene, el 1295. En la guerra civil entre Andrònic i el seu net Andrònic III Paleòleg el jove, Nicèfor es va mantenir fidel al seu patró imperial, i va defensar durant un temps la ciutat de Tessalònica, de la que era prefecte, dels atacs d'Andrònic el jove, que va haver d'aixecar el setge. Sembla que Cumnos va ser el més influent dels consellers de l'emperador Andrònic II. Al final de la seva vida es va retirar a un convent on va prendre les ordes sagrades i va viure amb el nom de Nataniel, ocupant-se de temes literaris. No hi ha data segura de la seva mort, però se suposa que va morir després del 1326, durant el regnat d'Andrònic III.
Va escriure nombrosos treballs i tractats filosòfics, religiosos, retòrics i legals, cap de les quals no s'ha imprès mai i es conserven com a manuscrits. Els més importants van ser:
- Confutatio Dogmatis de Processione Spiritus Sancti.
- Sermo in Christi Transfigurationem.
- Symbuleuticus de Justitia ad Thessalonicenses, et Urbis Encomium.
- Ex Imperatoris Decreto, ut Judices jurejurando obligentur, ad Munus sancte obeundum.
- Encomium ad Imperatorem [Andronicum II].
- Querela adversus Niphonem ob male administratam Patriarchatus sui Provinciam.
- Oratio funebris in Theoleptum Metropolitam Philadelphiae.
- Ad Imperatorem de Obitu Despotae et Filii ejus.
- De Charitate, erga Proximum, et omnia reliquenda ut Christum sequamur, &c.
- De Mundi Natura.
- De Primis et Simplicibus Corporibus.
- Quod Terra quum in Medio sit, infra se nihil habeat.
- Quod neque Materia ante Corpora, neque Formae seorsim, sed haec ipsa simul constant.
- Contra Plotinum de Anima rationali Quaestiones variae, ubi de Metempsychosi, de Belluis, utrum Intellectu praeditae sint, nec ne, de Corporum Resurrectione, et aliis disseritur.
- De Anima sensitive et vegetiva.
- Quod non impossibile sit, etiam secundum physices Rationes, collocatam esse Aquam in Firmamento, turn, quum Orbis Terrarum creatus sit, eamque ibi esse et perpetuo manere.
- Oratio in Laudem Imperatoris Andronici Senioris.
- Un gran nombre de cartes que comenten temes contemporanis, de gran interès per la història i la cultura de l'època.[1]